# Порум (Оклахома)
Порум (англ. Porum) — місто (англ. town) в США, в окрузі Маскогі штату Оклахома. Населення — 602 особи (2020).

## Географія
Порум розташований за координатами 35°21′26″ пн. ш. 95°15′49″ зх. д. / 35.35722° пн. ш. 95.26361° зх. д. (35.357152, -95.263627).  За даними Бюро перепису населення США в 2010 році місто мало площу 2,23 км², з яких 2,17 км² — суходіл та 0,06 км² — водойми.

## Демографія
Згідно з переписом 2010 року, у місті мешкало 727 осіб у 298 домогосподарствах у складі 181 родини. Густота населення становила 326 осіб/км².  Було 368 помешкань (165/км²).
Расовий склад населення:
| - 63,0 % — білих - 22,4 % — корінних американців - 0,1 % — чорних або афроамериканців |

До двох чи більше рас належало 14,4 %. Частка іспаномовних становила 1,0 % від усіх жителів.
За віковим діапазоном населення розподілялося таким чином: 27,5 % — особи молодші 18 років, 56,3 % — особи у віці 18—64 років, 16,2 % — особи у віці 65 років та старші. Медіана віку мешканця становила 36,4 року. На 100 осіб жіночої статі у місті припадало 93,4 чоловіків;  на 100 жінок у віці від 18 років та старших — 87,5 чоловіків також старших 18 років.
Середній дохід на одне домашнє господарство  становив 31 585 доларів США (медіана — 20 813), а середній дохід на одну сім'ю — 42 042 долари (медіана — 31 250). Медіана доходів становила 30 417 доларів для чоловіків та 24 844 долари для жінок. За межею бідності перебувало 41,5 % осіб, у тому числі 47,5 % дітей у віці до 18 років та 25,3 % осіб у віці 65 років та старших.
Цивільне працевлаштоване населення становило 193 особи. Основні галузі зайнятості: публічна адміністрація — 17,1 %, виробництво — 14,0 %, роздрібна торгівля — 13,0 %, освіта, охорона здоров'я та соціальна допомога — 13,0 %.